# Lake Hazen
Der Lake Hazen (deutsch Hazensee) liegt im Quttinirpaaq-Nationalpark im Norden der Ellesmere-Insel. Er ist der nördlichste größere See Kanadas. Mit einer Öberfläche von 537,5 km2, einer maximalen Tiefe von 269 m und einem Volumen von 51 km3 entspricht er in etwa der Größe des Bodensees.

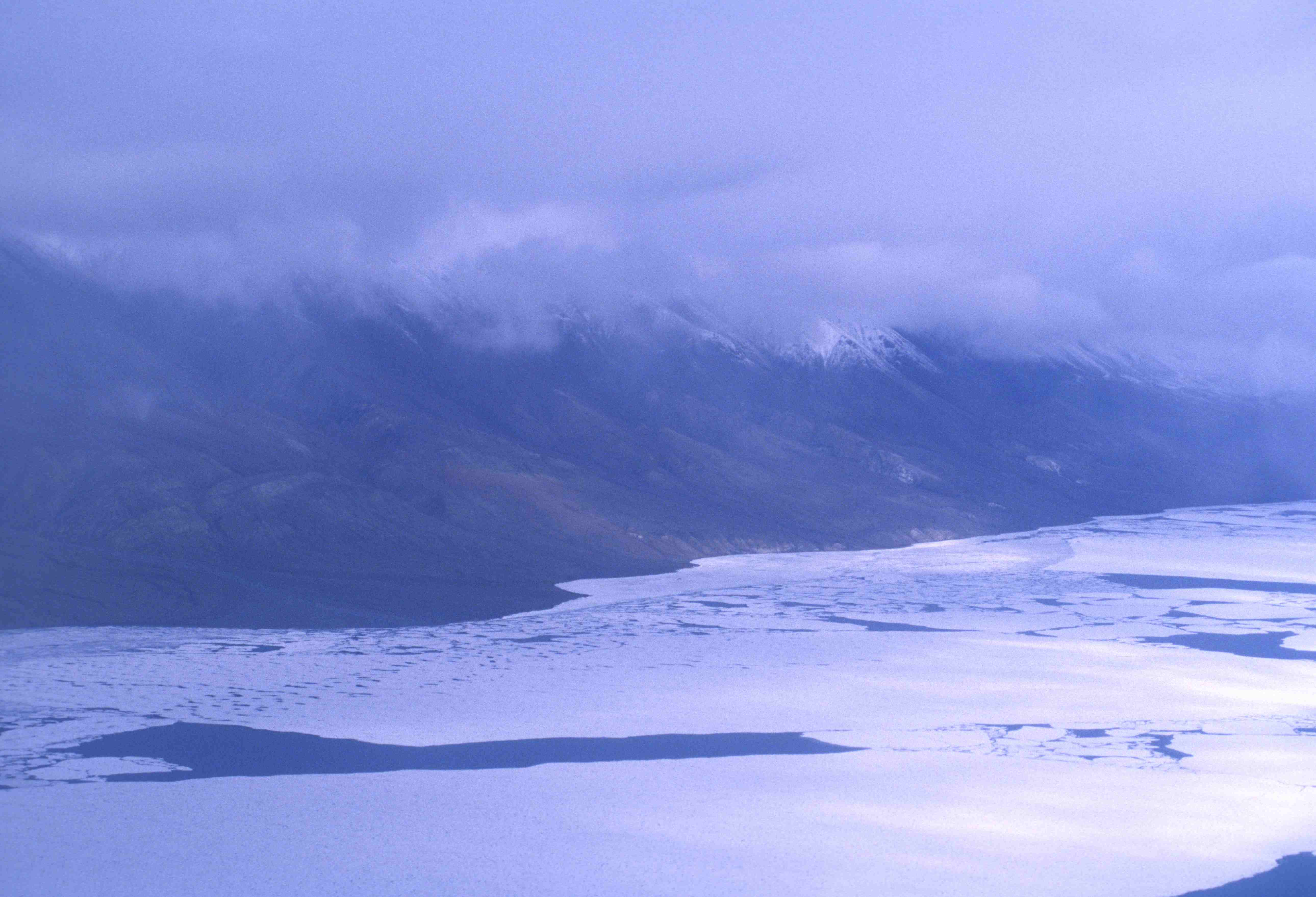
Hazensee im Sommer 1997

## Geographie

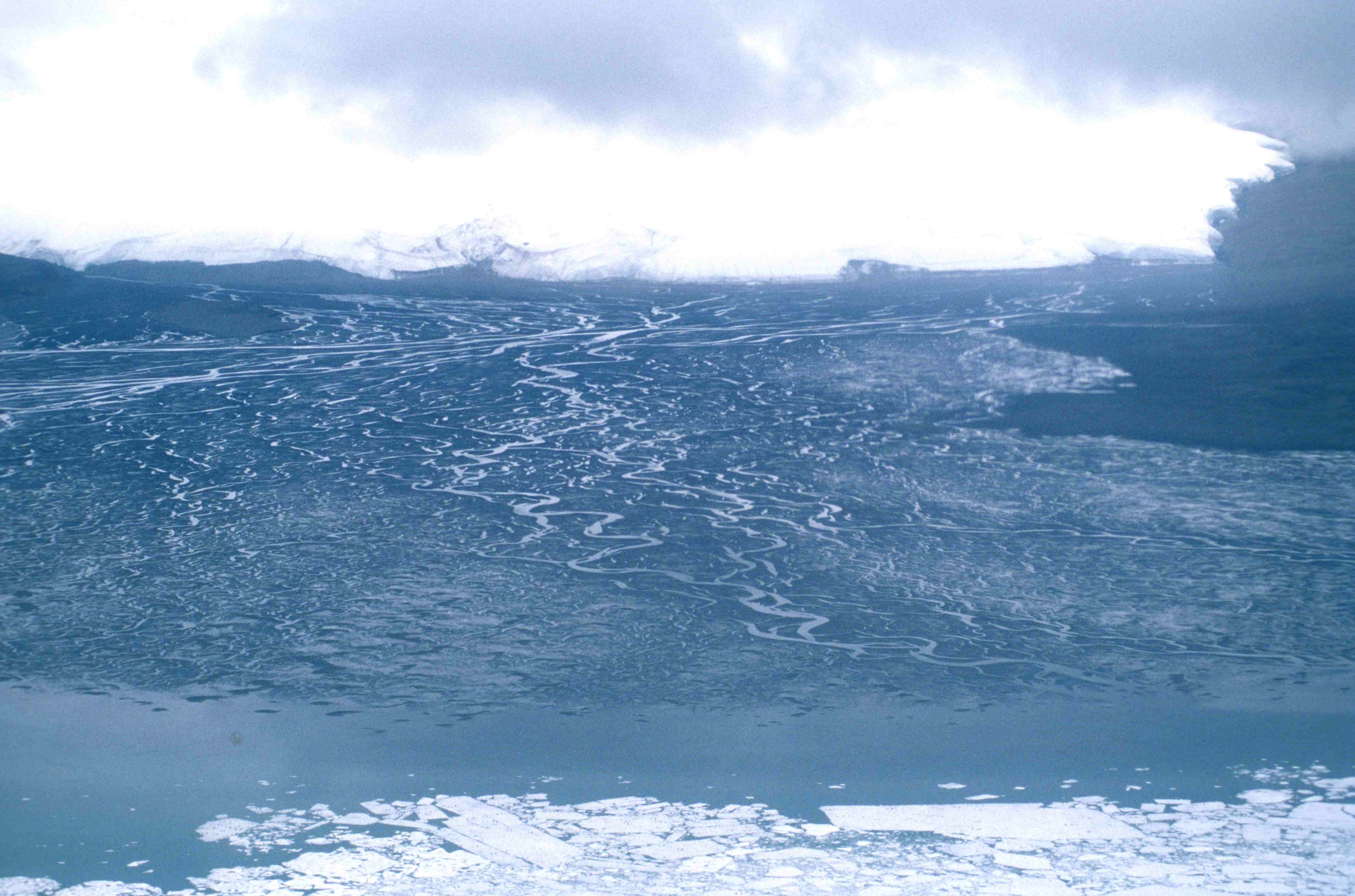
Flussdelta des Henrietta River unterhalb des Henrietta-Nesmith-Gletschers

Der Hazensee liegt inmitten der Polarwüste der Ellesmere-Insel. An seiner Nordflanke zieht sich die bis etwa 2.500 Meter hohe Garfield-Bergkette entlang, und im Süden ist er vom 300 bis 1.300 Meter ansteigenden Hazen-Plateau umgeben. Das Hazen-Becken besteht im Wesentlichen aus karbonatreichem Sandstein und feinkörnigem Sediment.
Auf einer Höhe von 158 Metern gelegen und mit einer Uferlänge von 185 km, erstreckt er sich von Südwesten nach Nordosten und war in der Vergangenheit nur in besonders warmen Jahren vollkommen eisfrei. Mittlerweile ist dies fast jedes Jahr der Fall. Sein nordöstliches Ende liegt etwa 118 km südwestlich von Alert. Im See liegen mehrere Inseln; die größte ist St. John’s Island, ca. 7 Kilometer lang, knapp 1 Kilometer breit und wie der See von Südwesten nach Nordosten ausgerichtet. Weitere Inseln sind Gatter Island und Clay Island (nahe dem Nordostufer) sowie Whisler Island und Dyas Island (nahe dem Südufer).
Gespeist wird der See durch die Abflüsse vieler Eisfelder und meist noch namenloser Gletscher des umgebenden Eureka Upland, darunter der gewaltige, die Garfield-Bergkette durchbrechende Henrietta-Nesmith-Gletscher (benannt nach der Ehefrau des Entdeckers des Sees, Adolphus Washington Greely). Das Einzugsgebiet des Sees umfasst 4.900 km².
Den einzigen Abfluss bildet der 22 km lange Ruggles River, dessen Ausgang aus der Südostküste des Sees selbst bei −60 °C nicht völlig vereist; er mündet in den Chandler-Fjord, dessen Wasser durch den Conybeare-Fjord und die Lady Franklin Bay zur Nares-Straße fließen.

### Benannte Zuflüsse
Am Südwestende (von Süden nach Norden):
- Very River
- Adams River

An der Nordwestküste (von Südwesten nach Nordosten):
- Turnstone River
- Henrietta River
- Ptarmigan Creek
- Blister Creek
- Skeleton Creek
- Snow Goose River
- Abbé River
- Cuesta Creek
- Mesa Creek
- Gilman River

Am Nordostende (von Norden nach Süden):
- Turnabout River
- Salor Creek

An der Südostküste (nur im Südwesten nahe Südwestende):
- Cobb River
- Traverse River

## Klimatische Verhältnisse
Gegen die kalten polaren Luftströmungen, die allgemein über die Königin-Elizabeth-Inseln streichen, ist der Hazensee im Norden durch die Garfield-Bergkette und im Süden durch das Hazen-Plateau geschützt. Unter dem hinzutretenden Einfluss der an 148 Tagen scheinenden Mitternachtssonne bildet seine nähere Umgebung deshalb eine thermale „Oase“, die im Sommer bei durchschnittlichen Mittagstemperaturen von bis zu 20 °C an ca. 70 Tagen frostfrei bleibt. Der See selbst ist etwa 10 Monate lang völlig zugefroren, wobei das Eis im Winter eine Dicke zwischen 1,64 und 2,36 Metern erreicht. Auch im Sommer bleiben oft 50 bis 60 % des Sees mit Eis bedeckt, allerdings kann er in besonders warmen Jahren vorkommen, dass die Eisdecke vollständig abtaut. Dies ist aufgrund der globalen Erwärmung immer häufiger der Fall, so war der See von 2000 bis 2017 in fast jedem Sommer eisfrei und die Durchschnittstemperatur in der Umgebung des Sees erhöhte sich in diesem Zeitraum um 2,5 °C.

## Geschichte
Vor etwa 4000 Jahren kamen als erste Menschen Paläo-Eskimos der Prä-Dorset-Kultur an den Hazensee. Archäologische Spuren zeigen, dass ihnen später Menschen der Dorset-Kultur und schließlich der Thule-Kultur folgten.
1882, während des Ersten Internationalen Polarjahrs, entdeckte der damalige Leutnant und spätere General Adolphus Washington Greely von der amerikanischen Forschungsstation Fort Conger aus den See. Greely benannte ihn nach dem General William Babcock Hazen (1830–1887), der die Forschungsexpedition organisiert hatte.
Während des Internationalen Geophysikalischen Jahres (1. Juli 1957 bis 31. Dezember 1958) wurde am Nordufer des Sees auf der Höhe von St. John’s Island „Hazen Camp“ als Forschungsbasis errichtet (Lage). Da die Region um den See während der letzten Eiszeit von Gletschern unbedeckt geblieben war, konnten sich voreiszeitliche Organismen erhalten, worauf sich auch nach 1958 noch immer großes wissenschaftliches Interesse gründet.

## Fauna und Flora

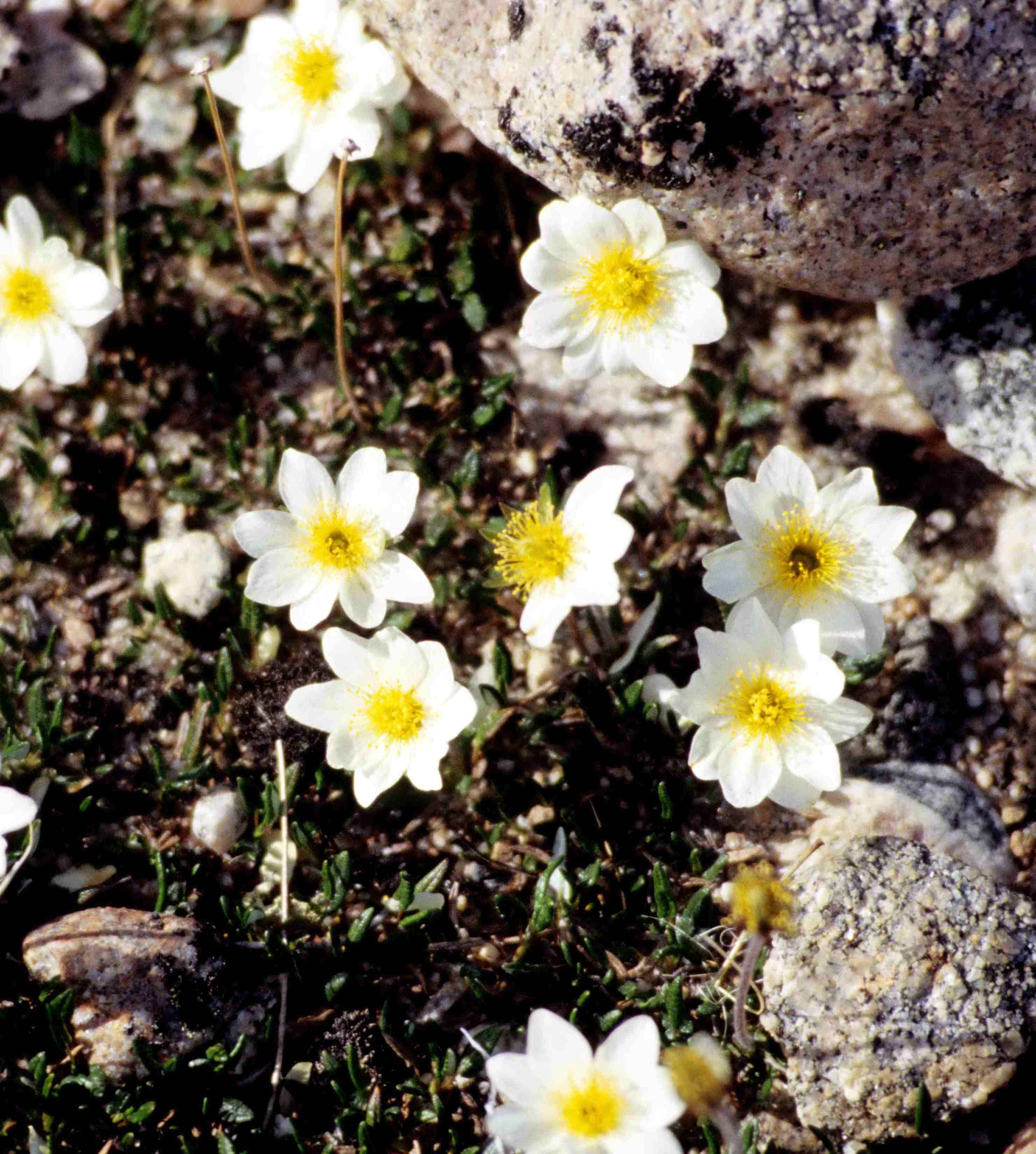
Ganzblättrige Silberwurz (Dryas integrifolia)

Im Vergleich zur umgebenden Bergwelt hat sich in der Hazensee-Oase eine stärkere Vegetation und damit auch reichere Tierwelt entwickelt. Ende Juli, Anfang August blühen über Matten von Moosen, Flechten, Zwergbirken und Weiden, gelber Arktischer Mohn, ganzblättrige Silberwurz und rote Kissen des Stängellosen Leimkrauts.
Die Landschaft durchziehen Moschusochsen und Peary-Karibus. Außerdem leben hier Polarhasen und Lemminge. Ihnen allen dienen die Pflanzen als Nahrung. Sie wiederum ernähren Raubtiere wie Polarwölfe, die nachweislich seit mehr als 1.000 Jahren hier vorkommen, und Polarfüchse.
Vogelarten sind im Herzen der Ellesmere-Insel nur wenige zu finden; sie brüten an den für sie nahrungsreicheren Küsten.
Im Hazensee kommt nur eine Fischart vor, der Wandersaibling, der sich hier zu ungewöhnlicher Größe entwickelt hat.

## Touristische Anmerkungen

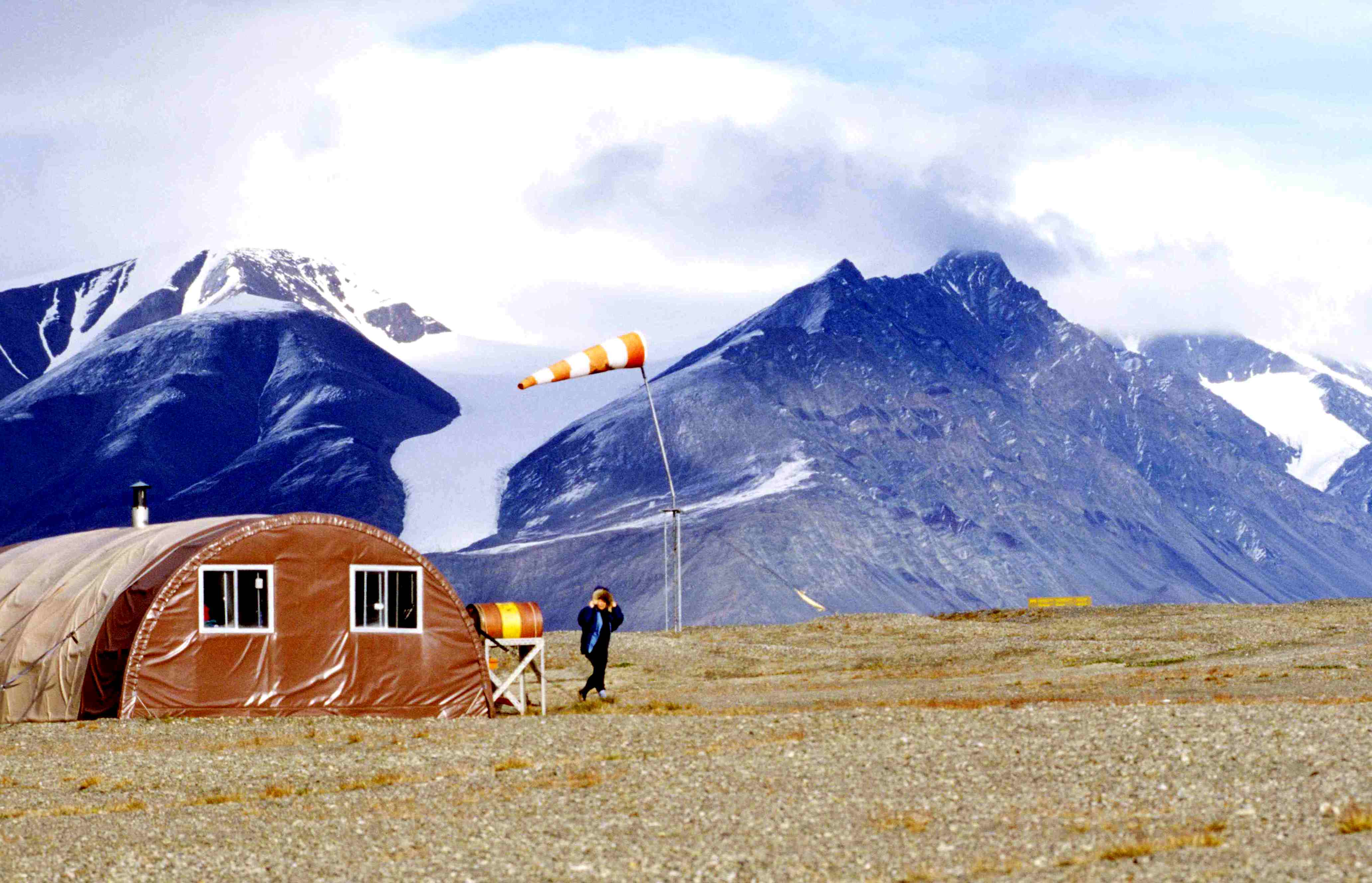
Tanquary Camp mit Tanquary Fiord Airport von Parks Canada am Tanquary-Fjord

Ausgangspunkt für Touren an den Hazensee ist Tanquary Camp, das Basislager am Ende des Tanquary-Fjord (Lage) 70 Kilometer südwestlich des Hazensees, das Parks Canada als Eingang zum Quttinirpaaq-Nationalpark unterhält. Tourengänger brechen meist von hier auf, um auf einer der üblichen Routen in acht bis zwölf Tagen zum Hazensee zu wandern. Die Rückkehr erfolgt gewöhnlich mit einem vorbestellten Charterflugzeug. Zuweilen wird auch die umgekehrte Route gewählt.